# Supernova Cosmology Project
Das Supernova Cosmology Project (kurz SCP) war ein astrophysikalisches Forschungsprojekt, das ab 1988 von Forschern verschiedener internationaler Institute unter Leitung von Saul Perlmutter durchgeführt wurde. Ziel des SCP sowie eines weiteren, davon unabhängigen Projekts (High-Z Supernova Search Team, kurz High-z SS; {\displaystyle z} für die Rotverschiebung) war es, die Expansionsrate des Kosmos zu messen.

## Ergebnis
Ergebnis des SCP (sowie des High-z SS) war die Entdeckung der Beschleunigung der kosmischen Expansion. Der Grund für die Expansion ist heute nicht verstanden und wird ganz allgemein mit dem Begriff „Dunkle Energie“ beschrieben. In den Gleichungen der Allgemeinen Relativitätstheorie äußert sich die beschleunigte Expansion darin, dass die Kosmologische Konstante positiv ist. Außerdem wurde mit Hilfe der Daten des SCP die relative Materieenergiedichte zu {\displaystyle \Omega _{0}=0{,}3} sowie die relative Vakuumenergiedichte (Dunkle Energie) zu {\displaystyle \Omega _{\Lambda }=0{,}7} bestimmt.

## Methodik
Im SCP wurde nach weit entfernten Supernovae vom Typ Ia gesucht, die eine Rotverschiebung {\displaystyle z>0{,}1} hatten. Für jede Supernova wurde jeweils ihre Rotverschiebung {\displaystyle z}, ihre scheinbare Helligkeit sowie ihre absolute Helligkeit gemessen; letztere kann bei Supernovae dieses Typs durch Beobachtung der Lichtkurve bestimmt werden. Durch Vergleich der absoluten mit der scheinbaren Helligkeit wurde die Distanz {\displaystyle d} der jeweiligen Supernova bestimmt.
Man erhielt eine Abhängigkeit {\displaystyle d(z)}, die keine Gerade ist und somit vom Hubble-Gesetz mit konstantem Hubble-Parameter abweicht: bei gegebener Rotverschiebung {\displaystyle z} ist die Distanz {\displaystyle d} größer als erwartet bzw. bei gegebener Distanz {\displaystyle d} ist die Rotverschiebung {\displaystyle z} kleiner als erwartet. Daraus folgt, dass die Expansionsrate (für die {\displaystyle z} ein Maß ist) in der Vergangenheit (das heißt für große {\displaystyle d}) kleiner war, was einer beschleunigten Expansion entspricht.

## Würdigung
Die Ergebnisse wurden 1998 von den Mitarbeitern des SCP sowie des High-z SS veröffentlicht. Im selben Jahr erhielten die beiden Kollaborationen die vom Wissenschaftsmagazin Science jährlich vergebene Auszeichnung „Breakthrough of the Year“ (deutsch: Durchbruch des Jahres) sowie 2007 den Gruber-Preis für Kosmologie und 2011 den Nobelpreis für Physik. Perlmutter als Leiter erhielt auch den Shaw Prize und die Albert-Einstein-Medaille.

## Veröffentlichungen
- Supernova Cosmology Project (Perlmutter u. a.):   Cosmology from Type Ia Supernovae, Bulletin Am. Astron. Soc., Band 29, 1997, S. 1351, Arxiv
- Supernova Cosmology Project (Perlmutter u. a.):  Measurements of the Cosmological Parameters Omega and Lambda from the First 7 Supernovae at z >= 0.35, Astroph. J., Band 483, 1997, S. 565, Arxiv
- Supernova Cosmology Project (Perlmutter u. a.): Measurements of Omega and Lambda from 42 High-Redshift Supernovae, Astrophys.J., Band 517., 1999, S. 565–586, Arxiv